# Mastixia pentandra
Mastixia pentandra är en kornellväxtart. Mastixia pentandra ingår i släktet Mastixia och familjen kornellväxter.

## Underarter
Arten delas in i följande underarter:
- M. p. cambodiana
- M. p. chinensis
- M. p. moluccana
- M. p. pentandra
- M. p. philippinensis
- M. p. scortechinii